# Leonard Lord
Leonard Percy Lord, 1er baron Lambury (15 novembre 1896 – 13 septembre 1967) est un capitaine d'industrie automobile britannique.

## Arrière-plan et éducation
Léonard Lord est le fils de William Lord de Coventry et d'Emma, la fille de George Swain, et fait ses études à la Bablake School (en) de Coventry.

## Carrière dans l'automobile
.

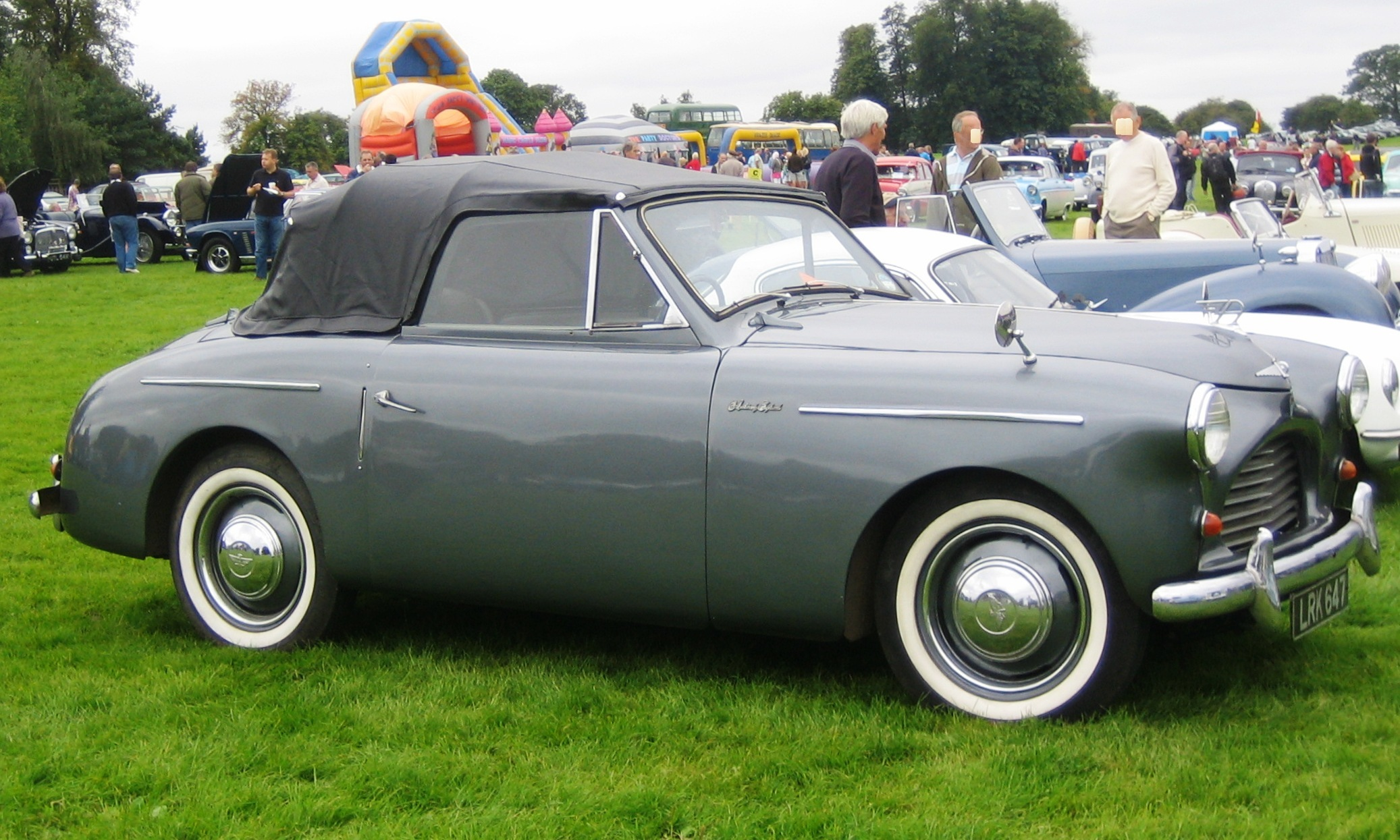
L'Austin A40 Sport, vers 1951, conçue par Eric Neal et fabriquée par Austin Motor Company en collaboration avec Jensen Motors. La voiture démarre quand Léonard Lord, voyant la Jensen Interceptor, demanda que Jensen développe une carrosserie qui puisse utiliser la mécanique de l'A40

Entre 1914 et 1918, Léonard Lord travaille dans une usine de munitions à Coventry, puis après la Première Guerre mondiale dans une usine de fabrication de moteurs Daimler. En 1923, il part chez Morris Motors Limited où il est impliqué dans la rationalisation de toutes les étapes du processus de production. En 1927, Morris achète Wolseley Motors Limited, et Lord y est transféré avec comme tâche la modernisation de leurs équipements de production. En 1932 Lord est promu au poste de directeur Général de Morris, à l'usine de Cowley. En 1938, après de nombreuses années de conflit avec William Morris, Lord partit rejoindre le principal concurrent de Morris, l'Austin Motor Company.
À l'époque, Herbert Austin était à la recherche de quelqu'un pour diriger son entreprise, son fils ayant été tué pendant la guerre. En fin de compte, Lord fut choisi pour gérer la société. Avec l'avènement de la Seconde Guerre mondiale, Austin convertit sa production civile en production militaire, en particulier la construction d'ambulances et de véhicules d'état. Après la guerre, Lord est devenu président d'Austin en 1946, et remit l'entreprise à la production de véhicules à moteur civils. En 1954, il a été nommé chevalier commandeur de l'ordre de l'Empire britannique (KBE). Par le biais d'autres fusions et acquisitions, Lord est finalement devenu président de la British Motor Corporation. Le 26 mars 1962, il fut élevé à la pairie en tant que Baron Lambury, de Northfield (en) dans le comté de Warwick.

## Héritage

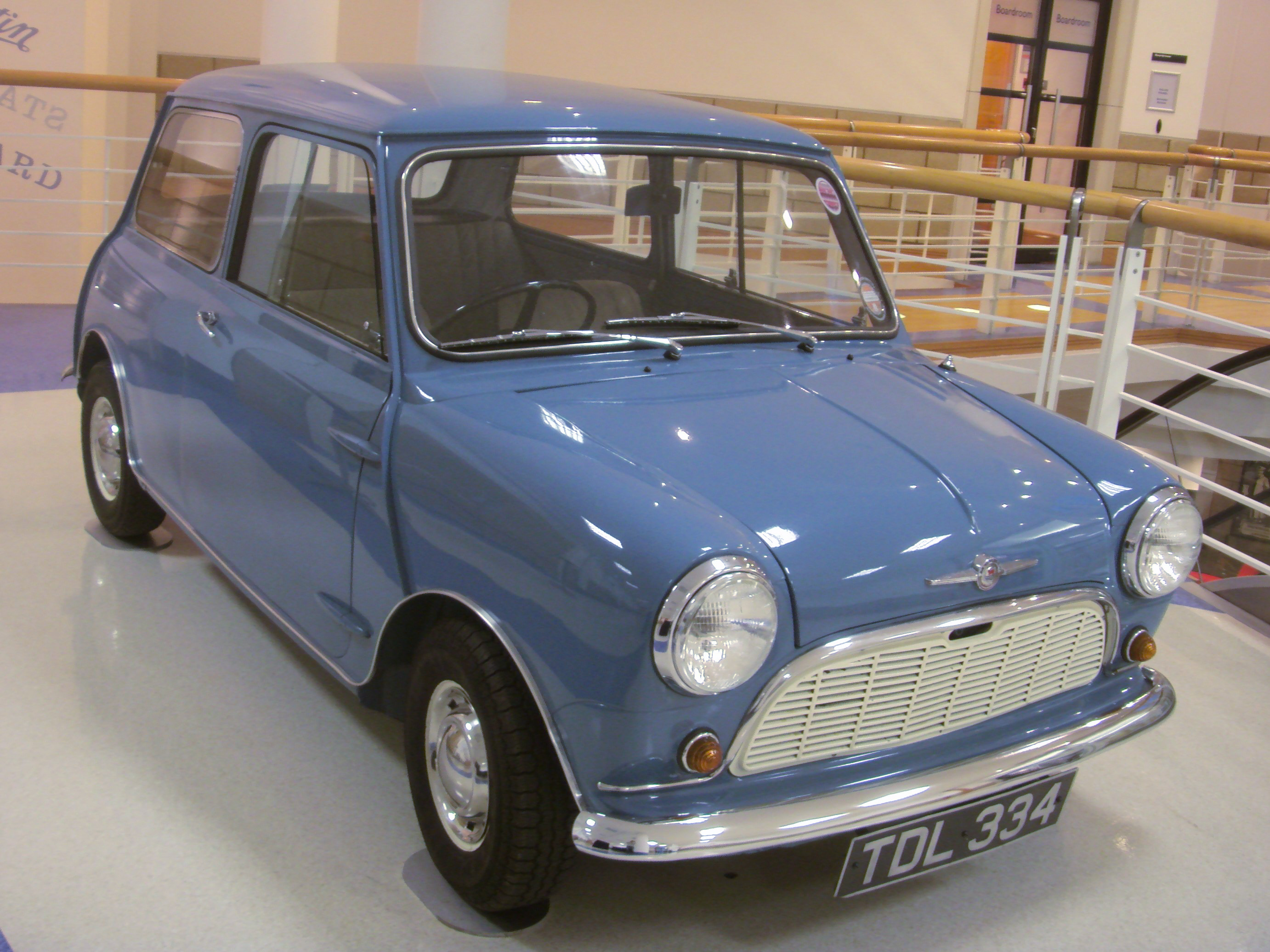
La Morris Mini Minor
conçue par Alec Issigonis
sur ordre de Leonard Lord,
concurrente de la Ford Modèle T, pour la Voiture du siècle

Lord est mort en 1967, âgé de 70 ans, durant les discussions qui ont finalement formé le groupe British Leyland. En dépit de son succès en début de carrière, son héritage a été une immense (et non rentable) gamme de produits, une distribution et une gestion faible, tous maux qui ont continué à frapper BL. Dans une analyse des opérations à Longbridge, Graham Searjeant, Rédacteur Financier du Times (31 mai 2007) note que Lord était un "homme de production imprévisible et impitoyable". Searjeant crédite certains échecs de Longbridge au "manque de vision" de Lord et à "l'insuffisance" de son protégé-successeur, George Harriman. Martyn Nutland, biographe de Lord, pense qu'il est parfaitement injuste, et que Lord a usé d'imagination dans la gestion des circonstances incontournable. C'est Lord qui persuada Alec Issigonis de rejoindre BMC pour créer ce qui devint la Mini et la 1100, deux produits Austin/BMC parmi les plus réussis. Qu'Issigonis ait eu la liberté de créer de telles voitures révolutionnaires est dû au mandat que lui donna Lord. Gillian Bardsley, Archiviste de la British Motor Heritage Trust, dans sa biographie d'Alec Issigonis, crédite Lord de la vision que BMC avait besoin d'une gamme de voitures entièrement nouvelles pour rester compétitif dans les années 1960.

## Vie personnelle
Lord épousa Ethel Lily, la fille de George Horton, en 1921. Ils ont eu trois filles. 
Lord, qui avait été élevé à la pairie en tant que baron Lambury en 1962, est décédé en septembre 1967, âgé de 70 ans. Comme Lord Lambury n'avait pas de fils, ni de frères en vie, la baronnie s'est éteinte avec lui.